# Ernst Borkowsky
Ernst Otto Borkowsky (* 28. Februar 1860 in Burg; † 28. Januar 1947) war ein deutscher Lehrer, Historiker und Literaturwissenschaftler.

## Leben und Wirken
Ernst Borkowsky wurde als Sohn des Kaufmanns Samuel Borkowski und dessen Ehefrau Emilie geb. Heil geboren. Er besuchte das Gymnasium in Burg und studierte an den Universitäten Leipzig und Berlin Geschichte und Deutsch. 1879/1880 wurde er Mitglied der Leipziger Burschenschaft Dresdensia. 1886 wurde er mit der Arbeit Die englische Friedensvermittlung im Jahre 1745 nach Studien im Königlichen Staatsarchiv zu Hannover in Leipzig promoviert. Ab 1886 war er in Quedlinburg und Magdeburg tätig, 1888 kam er nach Naumburg. Dort war er Lehrer am Realprogymnasium und an der Kadettenanstalt. Von 1901 bis 1904 war er Lehrer an der Preußischen Hauptkadettenanstalt in Groß-Lichterfelde bei Berlin und danach bis 1925 Direktor des Luisen-Oberlyzeums in Naumburg.
Ernst Borkowsky verfasste Schriften zu historischen und literatur- und kulturwissenschaftlichen Themen. Insbesondere schrieb er zur Musikerfamilie Bach, zur deutschen Romantik und zur Stadtgeschichte von Naumburg. Mit seinem Buch Unser Heiliger Krieg fiel er durch seine unterstützende Haltung zum Krieg auf.

## Schriften
- Die englische Friedensvermittlung im Jahre 1745. Berggold, Berlin 1884. Reprint: University Microfilms International, Ann Arbor, Michigan 1980.
- Die Geschichte der Stadt Naumburg an der Saale. Hobbing & Büchle, Stuttgart 1897 (archive.org).
- Turgenjew. Hofmann, Berlin 1903 (Geisteshelden, Band 43) (archive.org).
- Aus der Zeit des Humanismus. Diederichs, Jena 1905 (archive.org).
- Antoine Watteau. Neff, Esslingen 1908 (archive.org).
- Das alte Jena und seine Universität. Eine Jubiläumsgabe zur Universitätsfeier. Diederichs, Jena 1908 (archive.org).
- Die gelbe Kutsche und andere Märchen. Grote, Berlin 1910.
- Deutscher Frühling 1813. Die Wiedergeburt des deutschen Volkes vor hundert Jahren. Grote, Berlin 1912 (archive.org).
- Neubearbeitung und Herausgabe: Christian Muff, Adolf Dammann: Deutsches Lesebuch für höhere Mädchenschulen. 5 Bände. Grote, Berlin 1913–1915.
- Unser Heiliger Krieg. 2 Teile. Mit Bildern von Walther Klemm und Emil Preetorius. Kiepenheuer, Weimar 1914, 1915.
- Goethes und Schillers Lyrik. Hirt, Breslau 1923.
- Neue deutsche Lyrik vom Naturalismus bis zur Gegenwart. Hirt, Breslau 1925.
- Goethes und Schillers Dramen. Hirt, Breslau 1926.
- Naumburg a. d. S. Eine Geschichte deutschen Bürgertums 1028 bis 1928. Diederichs, Jena 1928.
- Die deutsche Romantik. Hirt, Breslau 1929.
- Das Leben Friedrichs des Weisen, Kurfürsten zu Sachsen. Diederichs, Jena 1929.
- Die Musikerfamilie Bach. Diederichs, Jena 1930.
- Die Schweden. Erlebnisse einer kursächsischen Stadt im Dreißigjährigen Kriege. Heimatverlag, Querfurt 1932.
- Die Löwenapotheke in Naumburg an der Saale. Hrsg. Gesellschaft für Geschichte der Pharmazie. Nemayer, Mittenwald 1935 (online (Memento vom 13. August 2020 im Internet Archive)).
- Johann Sebastian Bach. Diederichs, Jena 1939.